# Luigi Ciacchi

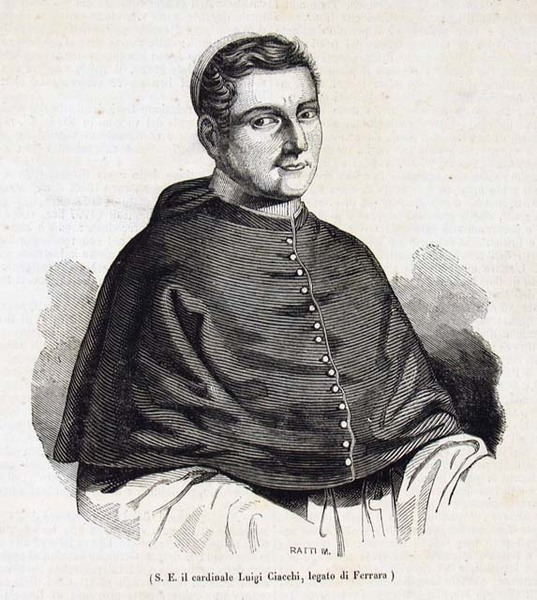
Luigi Kardinal Ciacchi

Luigi Ciacchi (* 16. August 1788 in Pesaro, Kirchenstaat; † 17. Dezember 1865 in Rom) war ein italienischer Kurienkardinal.

## Leben
Ciacchis Familie gehörte zum Landadel in Pesaro. Sein Vater Gianbernardino Ciacchi war Gonfaloniere. Er selbst war zunächst Mitglied der Leibgarde des italienischen Vizekönigs. Danach studierte er in seiner Heimatstadt und wurde im Februar 1822 Kammerdiener von Papst Pius VII. Vom Nachfolger Leo XII. wurde Ciacchi 1825 zum Hausprälaten ernannt. Kurz vor seinem Tod ernannte der Papst ihn zum Pro-Legaten in Bologna. Am 24. Januar 1834 wurde Ciacchi Gouverneur von Rom und Vize-Kämmerer der Kirche.
Papst Gregor XVI. ernannte ihn am 12. Februar 1838 zum Kardinaldiakon mit der Titeldiakone Sant’Angelo in Pescheria. Wann er die geistlichen Weihen empfing, ist nicht bekannt. Sein Gouverneursamt gab er auf. Kardinal Ciacchi setzte sich für weniger Traditionalismus an der Kurie ein und wurde deswegen vor allem in seiner Heimatstadt Pesaro hoch geschätzt. Für Pius IX., an dessen Wahl 1846 er teilgenommen hatte, traf er Entscheidungen für ein Reformprogramm. Dieser ernannte ihn im März 1847 zum Legaten in Ferrara. Ciacchi protestierte dort energisch gegen die österreichische Besatzung und versuchte die (in den ersten Amtsjahren) liberale Politik Pius’ IX. umzusetzen. Allerdings konnte er dadurch die Lage nicht beschwichtigen und gab den Posten im Juli 1848 auf. Im Mai desselben Jahres war er vier Tage lang Kardinalstaatssekretär. Nach seiner Zeit in Ferrara zog sich Ciacchi mehr nach Pesaro zurück. Er besuchte Pius IX. 1857, als der sich in Urbino aufhielt. Kardinal Ciacchi starb 1865 in Rom und wurde in San Angelo in Pescheria beigesetzt, wie es sein Wille war.